# ኸ
Cette page contient des caractères éthiopiques. En cas de problème, consultez Aide:Unicode ou testez votre navigateur.
ኸ (translittéré xä, kxä ou ḵä) est un caractère utilisé dans l’alphasyllabaire éthiopien pour l’écriture de l’amharique et du tigrigna comme symbole de base pour représenter les syllabes débutant par une consonne fricative vélaire sourde [x].

## Usage
L’écriture éthiopienne est un alphasyllabaire ou chaque symbole correspond à une combinaison consonne + voyelle, organisé sur un symbole de base correspondant à la consonne et modifié par la voyelle. ኸ correspond à une consonne fricative vélaire sourde [x] (ainsi qu'à la syllabe de base « xä »). Les différentes modifications du caractères sont les suivantes :
- ኸ : « xä »
- ኹ : « xu »
- ኺ : « xi »
- ኻ : « xa »
- ኼ : « xé »
- ኽ : « xe »
- ኾ : « xo »

## Représentation informatique
Dans la norme Unicode, les caractères sont représentés dans la table relative à l'éthiopien, :
- ኸ : U+12B8, « syllabe éthiopienne xä »
- ኹ : U+12B9, « syllabe éthiopienne xu »
- ኺ : U+12BA, « syllabe éthiopienne xi »
- ኻ : U+12BB, « syllabe éthiopienne xa »
- ኼ : U+12BC, « syllabe éthiopienne xé »
- ኽ : U+12BD, « syllabe éthiopienne xe »
- ኾ : U+12BE, « syllabe éthiopienne xo »